# Franz Suess
Franz Suess (* 1961 in Linz) ist ein österreichischer Comiczeichner, Autor und Illustrator. Er lebt und arbeitet in Wien.

## Leben und Ausbildung
Franz Suess wurde 1961 in Linz geboren. Er studierte Malerei und Grafik an der Universität für künstlerische und industrielle Gestaltung Linz und besuchte anschließend die Meisterklasse für Keramik.
Nach dem Studium begann er mit Postkarten-Comics und veröffentlichte auf der Online-Plattform „Raketa“ Comics, Fotografien und satirische Collagen. Seine ersten größeren Comicwerke entstanden nach der Teilnahme an einem 24-Stunden-Zeichenmarathon im Rahmen der Veranstaltung „Comics gegen Rechts“ im Jahr 2010.

## Werk
Suess’ Arbeiten thematisieren oft Außenseiter, psychische Spannungen und menschliche Isolation. Seine Zeichnungen sind meist in Grau- und Schwarztönen gehalten.
- 1160, Ottakring (Glaskrähe, Wien 2011): Eine Erzählung über vier Samstage im Leben eines Mannes in Wien-Ottakring.[6]
- Isopoda (Glaskrähe, Wien 2016): Eine Graphic Novel mit psychologisch-melancholischem Thema.[7]
- Paul Zwei (Luftschacht, Wien 2019): Behandelt Themen wie Gender-Transformation und Selbstfindung.[8]
- Letzte Nacht (Text von Elisabeth Führlinger, Luftschacht, Wien 2018): Kinderbuch/Illustration – Träger des Romulus-Candea-Preises der Münchner Stiftung.[9]
- Diebe und Laien (avant-verlag, 2022): Erstes Comic-Werk bei avant; gewann den ICOM Award als bester Independent-Comic 2023.[10]
- Drei oder vier Bagatellen (avant-verlag, 2024): Vier Episoden über zwischenmenschliche Milieustudien – nominiert für den Max-und-Moritz-Preis.[11]

## Auszeichnungen
- 2016 – Outstanding Artists Award – Franz Suess[12]
- 2018 – Romulus-Candea-Preis für Letzte Nacht[13]
- 2023 – ICOM Independent Comic Preis für Diebe und Laien als bester Independent-Comic[14]
- 2024 – Comicbuchpreis für Jakob Neyder[15][16]